# Dorina Zele
Dorina Zele (Szolnok, 13 febbraio 1992) è una cestista ungherese.

## Carriera
Con l'Ungheria ha disputato tre edizioni dei Campionati europei (2015, 2017, 2019).